# Bolgár Földműves Népi Szövetség
A Bolgár Földműves Népi Szövetség 1899-ben alapított agráriánus irányzatú bolgár párt. 1919–1923 között egyedül volt kormányon.
A kommunista párton kívül az egyetlen politikai párt a kommunista Bulgáriában, mely hivatalosan működött, bár 1947–1989 között önállóságától de facto megfosztva, szatellitpártként létezett.
1990 után visszaszerezte önállóságát, de számtalan frakcióra, majd önálló pártra bomlott, melyek csak más, erősebb pártokkal szövetségben képesek a parlamentbe való bejutásra. A jelenlegi bolgár parlamentben is 2 ilyen párt van, különböző frakciókban.